# جرجره
کوهستان جُرجُره (عربی: جبال جرجرة) نام زنجیره‌ای از کوه‌ها در سرزمین قبایلی الجزایر است. جرجره بخشی از کوهستان اطلس تلی است که خود جزئی از رشته‌کوه‌های بزرگ‌تر اطلس است.
بلندترین قله جرجره لاله خدیجه نام دارد که با بلندای آن ۲٬۳۰۸ متر در قسمت جنوبی جرجره واقع شده‌است.